# Juana Vázquez
Juana Vázquez Marín (Salvaleón, província de Badajoz, 1951) é uma escritora espanhola.

## Obra literária

### Novela
- Tú serás Virginia Woolf, Madrid, Ediciones Endymión, 2013, ISBN 84-7731-558-2
- Con olor a naftalina, Madrid, Huerga y Fierro, 2008, ISBN 978-84-8374-715-5

### Poesia
- La espiga y el viento (antología poética), Oviedo, Ars Poética, 2017, ISBN 978-84-946768-1-9
- El incendio de las horas, Madrid, Huerga y Fierro, 2015, ISBN 84-944120-5-9
- Tiempo de caramelos, Madrid, Calima, 2012, ISBN 9788496458659
- Escombros de los días, Madrid, Huerga y Fierro, 2011, ISBN 978-89858-97-7
- Gramática de luna, Madrid, Huerga y Fierro, 2006, ISBN 84-8374-585-2
- Yo oscura, Logroño, Ediciones del 4 de Agosto, 2014, ISBN 9788415332732
- Nos+Otros, Madrid, Sial Ediciones, 2003, ISBN 84-95498-60-1
- En el confín del nombre, Madrid, Huerga y Fierro, 1998, ISBN 978-84-8374-910-4

### Ensaio
- El Madrid de Carlos III, Madrid, Consejería de Cultura de la Comunidad de Madrid, 1989, ISBN 84-451-0094-7
- El Madrid cotidiano del siglo XVIII, Madrid, Ediciones Endymión, 2011, ISBN 84-7731-510-0
- Versiones editadas de su tesis doctoral: El costumbrismo español en el siglo XVIII, Madrid, Editorial de la Universidad Complutense, 1992; Madrid, Liceus Servicios de Gestión y Comunicación, 2007, ISBN 84-9822-578-7 (internet)

### Edições
- Poesía y antología de prosa: San Juan de la Cruz, ed. de Juana Vázquez Marín, Madrid, Alhambra, 1985, ISBN 84-205-1191-0

### Obras colectivas
- Madrid a Miguel Hernández, Madrid, Ediciones de la Torre, 2011, ISBN 84-7960-483-2
- Salvaleón: Tres siglos de escuela (1673-1970), Badajoz, Diputación de Badajoz, 2009, ISBN 84-692-2946-0
- Los personajes femeninos en el Quijote, Madrid, Ayuntamiento de Madrid, 2005, D.L. 48-903-2005
- El Quijote en el café Gijón, Madrid, Café Gijón, 2005, ISBN 8460982955
- El Quijote en clave de mujer/es, Madrid, Editorial Complutense, 2004, ISBN 84-7491-779-4
- Sierra Suroeste /EL bosque sagrado, Badajoz, Diputación de Badajoz, 2002, ISBN 84699-7463-1
- El siglo que llaman ilustrado, Madrid, Consejo Superior de Investigaciones científicas, 1996, ISBN 84-00-07579-x
- Historia literaria de España en el siglo XVIII, Madrid, Editorial Trotta /C.S.I.C., 1996, ISBN 84-8164-107-3
- A San Juan de la Cruz, Badajoz, Cuadernos Poéticos KYLIX, 1987, D.L. BA-172-1987
- Historia de la literatura española e hispanoamericana, Madrid, Ediciones Orgaz, 1980, ISBN 84-85407-22-9